# Десятины (Новгородская область)

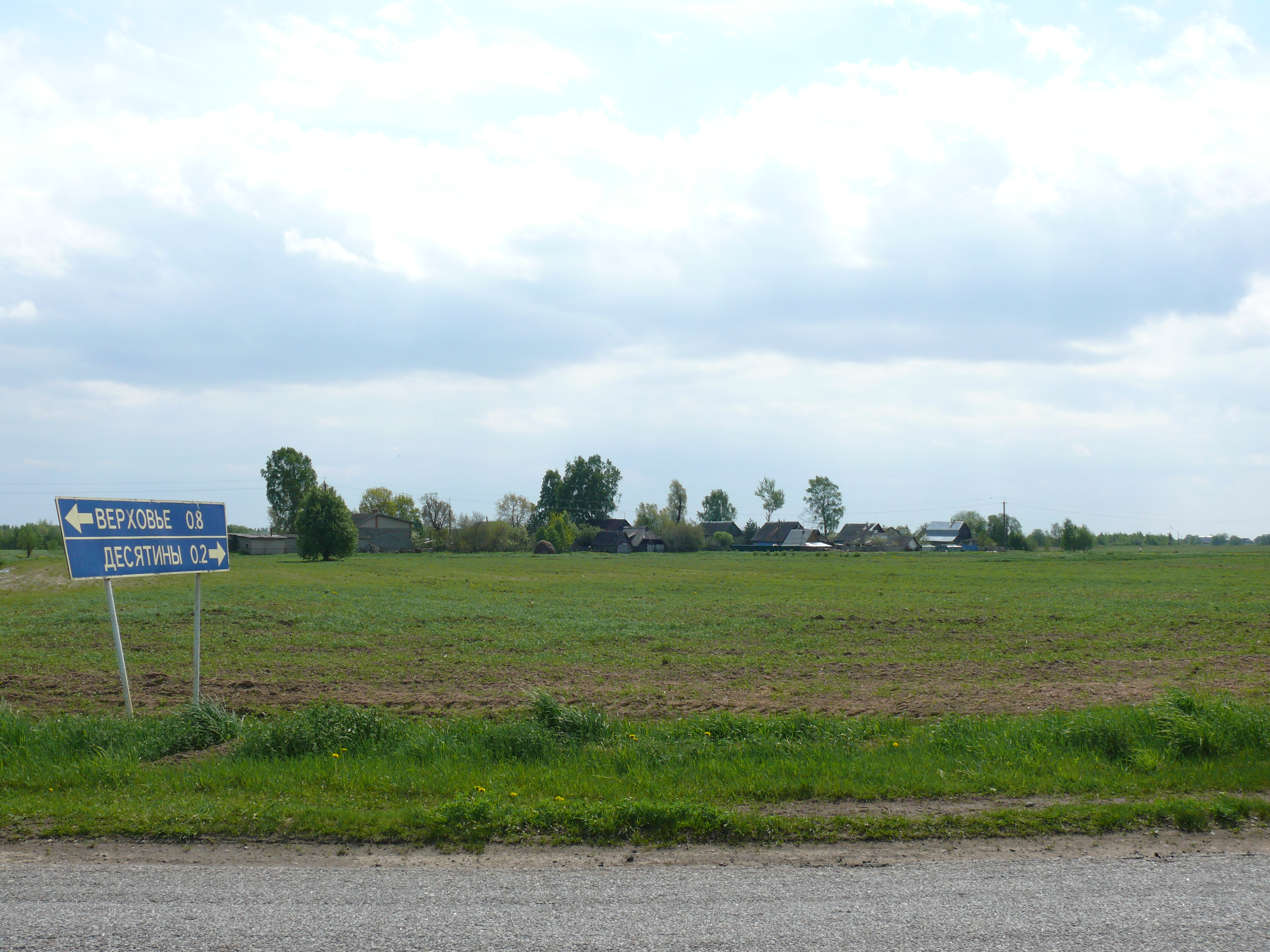
Вид на деревню с автодороги

Десяти́ны — деревня в Новгородском районе Новгородской области, входит в состав Борковского сельского поселения.
Расположена в Новгородском поозерье, в 1,5 км от северо-западного берега озера Ильмень. Ближайшие населённые пункты — деревни Радбелик, Верховье. Площадь территории деревни Десятины 5,74 га.
До весны 2010 года деревня входила в состав ныне упразднённого Серговского сельского поселения

## Население
| 2009 | 2010 |
| ---- | ---- |
| 4    | →4   |